# Asbel Valenzuela
Asbel Velenzuela (La Paz, 21 de noviembre de 1978) es un periodista y presentador de televisión boliviano. Se desempeñó como director, productor y presentador del programa deportivo el "Super Deportivo" del canal televisivo Red Uno de Bolivia.

## Biografía
Hizo sus estudios primarios y secundarios en su ciudad natal. Continuó con sus estudios superiores ingresando a la carrera de comunicación social de la Universidad Católica Boliviana San Pablo, graduándose como periodista.
En 1994, a sus 16 años, ingresó por primera vez a la televisión, participando del programa «Más Deporte» de la cadena Televisiva Red ATB. Con ese programa pasó a la televisión estatal para regresar nuevamente al canal ATB.
El año 2000, Valenzuela se fue a trabajar al canal Red Digital (Actualmente llamado Cadena A) donde un año después, en 2001, junto a otros compañeros crearon el programa «El Equipo Deportivo». Valenzuela trabajó en Cadena A hasta el año 2006.
En 2006 se fue a trabajar al programa de «El Súper Deportivo» del canal Red Uno.  
Actualmente dirige un programa de radio luego de ser director, productor y presentador del programa deportivo el «Súper Deportivo» del canal televisivo Red Uno de Bolivia. Además  conducir el programa matutino «El Mañanero» junto a con Juan Carlos Monrroy y Sandra Alcázar. hasta mediados de 2019.
En abril de 2015, participó del programa de baile «Bailando por un Sueño» emitido por la Red UNO junto a la soñadora cochabambina Tania Marzana.
El año 2018 fue duramente criticado por su peculiar forma de relatar los encuentros de la Copa Mundial de Fútbol.